# 中国近三百年学术史 (梁启超)
《中国近三百年学术史》，梁啟超著于民国十三年，原是梁啟超在清華學校等校关于从十七世纪到十九世纪的中国学术史讲义。該書部分章節出版單行本前，曾在報刊發表。民國十五年（1926年）7月首次以單行本出版。1936年收入《饮冰室合集》第75卷。2011年12月商務印書館出版根據講義本、報刊本、初版本、合集本進行校訂的《中國近三百年學術史》新校本。《中國近三百年學術史》是梁啟超的学术代表作之一。

## 內容大綱
1. 反动与先驱。时代的主流是倾向客观的考察，是对明代王阳明学派的大反动。此反动起于晚明徐霞客、宋应星。
2. 清代学术变迁与政治的影响（上）。
  1. 学术思潮的兴衰，按四期：生、住、异、灭。
  2. 清政策的三期
  3. 康熙帝信科学，好理学、美术，是清代学术历史上有关系的人。
3. 清代学术变迁与政治的影响（中）
  1. 科学新兴的苗头之所以嘎然中止，祸在八股。
  2. 耶稣教内部分裂
  3. 雍正帝登基后，耶稣会势力一败涂地。
  4. 四库全书。
4. 清代学术变迁与政治的影响（下）
  1. 西学为用
  2. 李善兰翻译科学书。
  3. 外力压迫：中俄伊犁条约、中法之战失安南，中日之战失台湾、辽东半岛。
  4. 康有为、梁啟超、章太炎、严又陵、孙中山。
5. 阳明学派之余波及其修正。
  1. 黄梨州、孙夏峰、李二曲、王学家、李穆堂
6. 清代经学之建设
  1. 顾亭林
  2. 阎百诗
7. 两奇儒
  1. 王船山
  2. 朱舜水
8. 清初史学之建设
  1. 万季野
  2. 全谢山
9. 程朱学派及其依附者
10. 实践实用主义
  1. 颜习斋
11. 科学的曙光。
  1. 独立于西洋的中国历算学：王寅旭，梅定九。
12. 清初学海波澜余录
  1. 方密之
  2. 陈乾初
  3. 毛西河、戴南山等
13. 清代学者整理旧学制总成绩（一）
  1. 经学
  2. 小学及音韵学
14. 清代学者整理旧学制总成绩（二）
  1. 校注先秦子书及其他古籍
15. 清代学者整理旧学制总成绩（三）
  1. 历史学、方志学、传记及谱牒学
16. 清代学者整理旧学制总成绩（四）
  1. 历算学
  2. 乐曲学

## 书目
- 《饮冰室合集》（中华书局）第10册《中國近三百年學術史》